# N930 (België)
De N930 is een gewestweg in de Belgische provincie Namen. Deze weg vormt de verbinding tussen Onoz en Vitrival.
De totale lengte van de N930 bedraagt ongeveer 13 kilometer. Dit is exclusief het onderbroken gedeelte door de N90 van ongeveer 1 kilometer.

## Plaatsen langs de N930
- Onoz
- Jemeppe-sur-Sambre
- Auvelais
- Falisolle
- Aisemont
- Vitrival